# Parallelia diplocyma
Parallelia diplocyma är en fjärilsart som beskrevs av M.Gaede 1917. Parallelia diplocyma ingår i släktet Parallelia och familjen nattflyn. Inga underarter finns listade i Catalogue of Life.